# Jiří Havelka (režisér)
Jiří Havelka (* 17. června 1980 Jihlava) je divadelní režisér, dramatik, herec, moderátor různých TV pořadů. Stál také u zakládání Stanice O, později televize Óčko nebo Jihlavského festivalu dokumentárních filmů. Je jednou z kmenových autorských tvůrčích osobností divadla VOSTO5, které proslulo mj. také otevřenými tvary vlastních autorských inscenací, jejichž základním stavebním kamenem je improvizace.

## Život
Vystudoval jihlavské gymnázium a poté režii alternativního a loutkového divadla na DAMU. Již během studií na gymnáziu se podílel na založení divadelního spolku HOBIT, později, během studií na DAMU začal hrát a režírovat na malé scéně Ypsilonky a později v řadě českých divadel. V roce 2007 získal Cenu Alfréda Radoka jako talent roku. Je jedním ze zakladatelů občanského sdružení JSAF, které pořádá Mezinárodní festival dokumentárních filmů Ji.hlava a založil tradici Festivalu Cute dramatiky, pořádaného pravidelně 17. 11. ve Studiu Ypsilon.

## Tvorba
Filmovou tvorbu zahájil v roce 2019 úspěšným debutem Vlastníci, k níž také napsal scénář podle úspěšného představení divadla VOSTO5 Společenstvo vlastníků. O dva roky později natočil dokudrama Očitý svědek, v roce 2022 pak byl uveden do kin jeho druhý autorský film Mimořádná událost, na něž navázal tragikomedií Zahradníkův rok.
Od ledna 2025 se stal novým uměleckým šéfem Dejvického divadla, kde na tomto post nahradil herce Martina Myšičku. S tamním souborem spolupracuje od roku 2007.

## Dílo

### Divadelní režie
- Pan Nula – ročníková práce v rámci studia (DISK, přeneseno do Studio Ypsilon)
- 1203 aneb Není mi smutno (2003, Studio Ypsilon) – kolektivní projekt
- Nic nás nezastaví aneb Jeden den messengera na kole (2004, Studio Ypsilon)
- Drama v kostce (2005, Studio Ypsilon)[3]
- Člověče, zkus to! (2006, Divadlo DISK)
- Černá díra (2007, Dejvické divadlo)[4]
- Indián v ohrožení (2008, HaDivadlo)[5]
- Patrick Marber: Don Juan v Soho (2008, Divadlo Petra Bezruče)[6]
- EXIT 68 (2008, Divadlo Archa)[7]
- Ubu se baví (2010, Divadlo Na zábradlí)[8]
- Karel František Tománek: Wanted Welzl (2011, Dejvické divadlo)[9]
- Pérák – Na jméně nezáleží, rozhodují činy! (2011, Divadlo VOSTO5)[10][11][12]
- Dechovka (2013, Divadlo VOSTO5)[13]
- Karel František Tománek: Kakadu (2014, Dejvické divadlo)[14]
- Elity (2014, Slovenské národní divadlo)
- MAYDAY (2015, Divadlo VOSTO5)
- Jiří Havelka a DD (Simona Babčáková, Tomáš Jeřábek, Klára Melíšková, Martin Myšička, Eva Suková, Ivan Trojan, Zdeňka Žádníková): Vražda krále Gonzaga, Dejvické divadlo, premiéra: 19. prosince 2017,[15]
- Zem pamätá (2019, Slovenské komorné divadlo)
- Garsonky (2019, Divadlo Archa)
- Gadžové jdou do nebe (2020, Husa na provázku)
- Vykouření (2022, Husa na provázku)
- Bitva o Hernaniho (2023, Dejvické divadlo)
- Zabijačka (2023, Vzlet)
- Racek (2024, Divadlo Na zábradlí)

### Filmová režie
- 2019:Vlastníci (také autorem scénáře a předlohy)
- 2021: Očitý svědek (také autorem scénáře)
- 2022: Mimořádná událost (také autorem scénáře a předlohy)
- 2024: Zahradníkův rok (také autorem scénáře)

### Herecké role
- Hobit (J.R.R. Tolkien, Divadelní společnost Hobit, 1995) – Bilbo Pytlík
- Mumraj (Leo Birinski, Divadelní společnost Hobit, 1998) – Gubernátor[16]
- Letadlo (TV pořad, 2001)
- Baráž a Baráž SPECIÁL (pořady TV óčko 2003)
- Herbert v ringu (TV film, 2008) – Herbert
- Zoufalci (film, 2009) – Zdeněk[17]
- Hotel Insomnia (pořad ČT, 2010)[18]
- Souboj Titánků (2013, Divadlo VOSTO5)
- Nejchytřejší Čech (TV pořad, 2014)
- Až po uši (seriál, 2014–2017)
- Burácení (film, 2015)
- Teorie tygra (film, 2016)
- Lichožrouti (film, 2016)
- Vyzyvatelé (vědomostní soutěž ČRo Plus, 2017)[19]
- Po čem muži touží (film, 2018)
- Mars (film, 2018)
- Jsem máma (seriál, 2018–2019)
- TvMiniUni: Zloděj otázek (film, 2019)
- Pražské orgie (film, 2019)
- Ochránce (seriál, 2021)
- Láska na špičkách (film, 2021)
- Pozadí událostí (seriál)

### Spisy
- Jiří Havelka a kol.: Drama v kostce, Brno : Větrné mlýny, 2007, ISBN 978-80-86907-94-9

## Ocenění
V roce 2016 mu byla udělena Cena za mimořádný přínos k reflexi novodobých dějin. V roce 2021 obdržel cenu Rudolfa Medka za příkladnou snahu přibližovat veřejnosti důležitá, byť často bolestivá témata moderních českých (československých) dějin.